# 사랑의 행로 (1989년 영화)
《사랑의 행로》(영어: The Fabulous Baker Boys)는 미국에서 제작된 스티브 클로브스 감독의 1989년 로맨틱 코미디 드라마 뮤지컬 영화이다. 제프 브리지스, 미셸 파이퍼, 보 브리지스 등이 출연하였고, 폴라 와인스틴 등이 제작에 참여하였다.

## 출연
- 제프 브리지스
- 미셸 파이퍼
- 보 브리지스
- 엘리 라브
- 잰더 버클리
- 제니퍼 틸리
- 데이킨 매슈스
- 켄 러너
- 앨버트 홀
- 그레고리 잇진
- 브래드퍼드 잉글리시

## 기타 제작진
- 공동 제작: 빌 피니건
- 협력 제작: 줄리 버그먼, 로빈 포먼
- 배역: 월리스 니시타
- 미술: 제프리 타운젠드
- 의상: 리사 젠슨
- 음악 총괄 제작: 조엘 실